# JD Lajense
El JD Lajense es un equipo de fútbol de Portugal que juega en el Campeonato de Portugal, la cuarta división nacional.

## Historia
Fue fundado el 18 de mayo de 1958 en Vila das Lajes en las Azores y pasó en las ligas regionales en prácticamente toda su historia hasta que clasificó a la Copa de Portugal en la edición de 2024-25, su primera aparición en un torneo a nivel nacional, donde eliminó al GD Fabril en la primera ronda por 2-1 pero fue eliminado en la siguiente ronda por el Amarante FC por 1-6.
En esa temporada ganó los tres títulos regionales y logró el ascenso al Campeonato de Portugal por primera vez en su historia.

## Palmarés
- Liga Regional de las Azores: 1

2024/25
- Copa de Angra do Heroísmo: 1

2024/25
- Supercopa Angra do Heroísmo: 1

2024/25